# بخش بالودا بازار
بخش بالودا بازار (به انگلیسی: Baloda Bazar district) یک منطقهٔ مسکونی در هند است که در Raipur Division واقع شده‌است. بخش بالودا بازار ۳٬۷۳۳٫۸۷ کیلومتر مربع مساحت و ۱٬۳۰۵٬۳۴۳ نفر جمعیت دارد.